# Paul Cohen (wiskundige)
Paul Joseph Cohen (Long Branch, 2 april 1934 – 23 maart 2007) was een Amerikaans wiskundige, bekend om zijn werk in de verzamelingenleer.
Cohen bezocht tot 1950 de Stuyvesant High School in New York, daarna tot 1953 Brooklyn College in New York. Vervolgens studeerde hij aan de Universiteit van Chicago, waar hij in 1958 onder begeleiding van Antoni Zygmund promoveerde. Van 1958 tot 1959 werkte hij op het Massachusetts Institute of Technology, van 1959 tot 1961 op het Institute for Advanced Study te Princeton. Vanaf 1961 werkte hij aan de Stanford University in Californië, waar hij in 1964 hoogleraar werd.
Cohen werd vooral beroemd om zijn bewijs in 1963 dat zowel de continuümhypothese als het keuzeaxioma onafhankelijk zijn van de gebruikelijke Zermelo-Fraenkel-axioma's van de verzamelingenleer.

## Jonge jaren
Cohen werd geboren in een Joodse familie, die uit Polen naar de VS was geëmigreerd.
Cohen studeerde van 1950 tot 1953 aan het Brooklyn College, maar hij hield hier mee voordat hij zijn bachelor had behaald, toen hij vernam dat hij zijn doctoraatstudies aan de Universiteit van Chicago kon beginnen met slechts twee jaar college-opleiding.  Cohen voltooide zijn master in de wiskunde in 1954 en behaalde in 1958 zijn PhD graad onder supervisie van de professor in de wiskunde, Antoni Zygmund. Het onderwerp van zijn proefschrift was Topics in the Theory of Uniqueness of Trigonometric Series

## Zijn bijdragen aan de wiskunde
Cohen staat bekend om het ontwikkelen van een originele bewijstechniek, die forcing wordt genoemd. Hij gebruikte deze techniek om te bewijzen dat noch de continuümhypothese (CH), noch het keuzeaxioma kan worden bewezen vanuit de standaard Zermelo-Fraenkel-axioma's (ZF) uit de verzamelingenleer. In combinatie met het vroegere werk van Gödel, toonde dit aan dat beide verklaringen logisch onafhankelijk zijn van de ZF-axioma's: deze beweringen kunnen aan de hand van deze axioma's noch worden bewezen, noch worden weerlegd. In deze zin is de continuümhypothese onbeslisbaar, en het is waarschijnlijk het bekendste voorbeeld van een natuurlijke bewering die onafhankelijk is van de standaard ZF-axioma's van de verzamelingenleer.
Voor zijn resultaat over het continuümhypothese, kreeg Cohen in 1966 de Fields-medaille voor de wiskunde toegekend. In 1967 ontving hij ook de National Medal of Science uit 1967. De Fields-medal die Cohen won blijft de enige Fields-medaille die werd toegekend voor werk dat werd verricht in de wiskundige logica.
Cohen kreeg in 1964 ook de Bôcher Memorial Prize in wiskundige analyse voor zijn artikel "On a conjecture by Littlewood and idempotent measures" (over een vermoeden van Littlewood en idempotente maten).
Cohen was lange tijd professor aan de Universiteit van Stanford.

## Over de continuümhypothese
Tijdens zijn studie van de continuümhypothese zou Cohen gezegd hebben dat hij "het gevoel had dat de mensen dachten dat het probleem onbegonnen werk was, aangezien er geen nieuwe manier was om modellen in de verzamelingenleer te construeren. Inderdaad," zei hij in een interview in 1985, "Men dacht dat je zelfs een beetje gek moest zijn om over het probleem na te denken "
"Een standpunt waarin de auteur [Cohen] denkt dat dit uiteindelijk zal worden aanvaard, is dat de continuümhypothese uiteraard onjuist is.  De belangrijkste reden dat men het axioma van oneindigheid accepteert is waarschijnlijk dat men het absurd vindt te denken dat het proces van het optellen van slechts één verzameling tegelijkertijd het hele universum kan uitputten. Op gelijkaardige wijze gaat dit op voor de hogere axioma's van oneindigheid. Nu is {\displaystyle \aleph _{1}} de kardinaliteit van de verzameling van aftelbare ordinalen, en dit is vooral een speciale en eenvoudige om een hogere kardinaal te genereren. De verzameling {\displaystyle C} [het continuüm] wordt, in tegenstelling daarmee, gegenereerd door een geheel nieuw en krachtiger beginsel, namelijk hete axioma van de machtsverzameling. Het is onredelijk te verwachten dat enige beschrijving van een grotere kardinaal, dat  probeert die kardinaal op te bouwen uit ideeën die zijn afgeleid uit het vervangingsaxioma ooit {\displaystyle C} kan bereiken.
{\displaystyle C} is dus groter dan {\displaystyle \aleph _{n},\aleph _{\omega },\aleph _{a}}, waar {\displaystyle a=\aleph _{\omega }}, enz. Dit gezichtspunt ziet {\displaystyle C} als een ongelooflijk rijke verzameling dat aan ons wordt gegeven door een gedurfd nieuw axioma, dat nooit kan worden benaderd door enig stuksgewijs constructieproces. Misschien zullen komende generaties het probleem duidelijker zien en zich welbespraakter uitdrukken."
Een "blijvend en krachtige product" van Cohens werk over de continuümhypothese en een dat door "talloze wiskundigen" wordt gebruikt staat bekend als forcing. Deze techniek wordt gebruikt om wiskundige modellen te construeren met als doel een bepaalde hypothese te testen op waarheid of onwaarheid.
Kort voor zijn dood gaf Cohen  op de Gödel-centennialconferentie in Wenen een boeiende lezing, waarin hij zijn oplossing voor het probleem van de continuümhypothese beschreef. Een video van deze lezing is online beschikbaar.

## Prijzen
- 1964: Bôcher-gedachtenisprijs
- 1966: Fields-medaille
- 1967: National Medal of Science

## Voetnoten
1. 1 2 3  MacTutor History of Mathematics archive.
2. ↑  http://www.ams.org/profession/prizes-awards/pabrowse?purl=bocher-prize.
3. ↑  (en)  Macintyre, A.J. "Paul Joseph Cohen", London Mathematical Society. "Cohen was van eenvoudige komaf. Hij werd op 2 april 1934 in Long Branch, New Jersey in een Pools immigrantengezin geboren."
4. ↑  (en)  Paul J. Cohen (1958)  Topics in the theory of uniqueness of trigonometrical series
5. ↑  National Science Foundation - The President's National Medal of Science
6. 1 2  Pearce, Jeremy, "Paul J. Cohen, Mathematics Trailblazer, Dies at 72", New York Times, 2 april 2007. Geraadpleegd op 31 oktober 2007.
7. ↑  Cohen, P.. Set Theory and the Continuum Hypothesis, pp. 151.
8. ↑  (en)  Paul Cohen Paul Cohen-lezing op video, zes delen, Gödel Centennial, Wenen 2006